# 昆拉皮茲 (愛荷華州)
昆拉皮茲（英語：Coon Rapids）是一個位於美國愛荷華州卡洛爾縣和加斯里縣的城市。

## 地理
昆拉皮茲的座標為41°52′21″N 94°40′36″W / 41.87250°N 94.67667°W，而該地的平均海拔高度為358米（即1175英尺）。

## 人口
根據2010年美國人口普查的數據，昆拉皮茲的面積為4.61平方千米，均爲陸地。當地共有人口1305人，而人口密度為每平方千米283人。